# Jean-Henri Roger
Jean-Henri Roger (Marsella, 24 de gener de 1949 – Saint-Cast-le-Guildo, Bretanya, 31 de desembre de 2012 és un cineasta francès.

## Biografia
Jean-Henri Roger va néixer en una família burgesa i intel·lectual i de pares militants comunistes. Després d'estudiar a Marsella, va anar a París. Maoista, es va unir a La Cause du peuple.
Va conèixer Jean-Luc Godard a la tardor de 1968 durant un curs a l'Institut de Formació Cinematogràfica i va simpatitzar amb ell. En aquell moment, Godard ja no volia treballar sol, sinó dins d'un col·lectiu, rebutjant la noció de autor encara proposada per ell i els futurs directors de la Nouvelle Vague al dècada de 1950. La col·laboració entre Roger i Godard va començar realment el desembre de 1968 quan la productora britànica Kestrel Films va encarregar a Godard que pintés un retrat d'Anglaterra. Filmen British Sounds el febrer de 1969 a Oxford i Essex. L'originalitat de la pel·lícula es deu principalment a la dissociació entre la imatge i la banda sonora.
L’abril de 1969, Godard i Roger van anar a Praga amb l'operador Paul Bourron per rodar Pravda. La seva estada allà no dura gaire perquè entenen ràpidament que els costa molt discutir amb els txecs. Al juny, van a Roma per rodar Vents d'Est amb Daniel Cohn-Bendit. A finals del mateix any, Jean-Luc Godard i Jean-Pierre Gorin van constituir el Grup Dziga Vertov. Jean-Henri Roger està inclòs al grup perquè va participar en la producció de British Sounds i Pravda, però el seu paper esdevé menor a partir de Vents d'Est.
Després de la dissolució del grup Dziga Vertov el 1972, es va unir al col·lectiu Cinélutte (1973-1976) (amb Mireille Abramovici, Jean-Denis Bonan, Richard Copans, François Dupeyron i Guy-Patrick Sainderichin) que van dirigir diverses pel·lícules sobre lluites socials.
Va impartir classes al departament de cinema del centre experimental de Vincennes (actual Universitat de París VIII) des de 1972.
Va formar equip amb l'actriu Juliet Berto i amb ella va dirigir els seus dos primers llargmetratges de ficció Neige (1981) i  Cap Canaille (1982). Neige ha tingut cert èxit entre el públic francès amb 640.000 entrades.
Va signar el seu tercer llargmetratge, Lulu, el 2001. Després va ser Code 68 el 2005.
Jean-Henri Roger es va reunir amb Godard als anys 2000 quan aquest li va donar un paper secundari a Eloge de l'amour (2001).
El 2005 va dirigir com a reacció a un aire de temps que considera anti-68 Code 68, una pel·lícula sobre un director que intenta fer una pel·lícula sobre el maig del 68. Jean-Henri Roger est professeur de cinéma à Universitat París 8. Vincennes - Saint-Denis.
Va morir el 31 de desembre de 2012, a causa d’una malaltia cardíaca. A la seva mort, diverses personalitats del món del cinema li rendeixen homenatge conjuntament al diari Le Monde i subratllen el paper impulsor que va tenir en diverses estructures associatives com ACID o SRF.
L'any 2014, la seva filla Jane Roger va posar en marxa l'empresa de distribució JHR Films, batejada en honor al seu pare.

## Filmografia

### Director
- 1969 : British Sounds amb Jean-Luc Godard, signat a posteriori pel Grup Dziga Vertov
- 1970 : Pravda amb Jean-Luc Godard, signat a posteriori pel Grup Dziga Vertov
- 1981 : Neige dirigida amb Juliet Berto
- 1983 : Cap Canaille dirigida amb Juliet Berto
- 2002 : Lulu
- 2005 : Code 68

### Guionista
- 1981 : Neige escrit amb Juliet Berto
- 1983 : Cap Canaille escrit amb Juliet Berto
- 2002 : Lulu
- 2005 : Code 68

### Actor
- 1969 : Ça, c'est vraiment toi (TV) de Claire Simon
- 1987 : Cinématon #889 de Gérard Courant
- 2000 : L'Affaire Marcorelle de Serge Le Péron
- 2001 : Éloge de l'amour de Jean-Luc Godard
- 2001 : Imago (jours de folie) de Marie Vermillard
- 2002 : Après la vie de Lucas Belvaux
- 2002 : Cavale de Lucas Belvaux
- 2006 : Bamako d'Abderrahmane Sissako
- 2011 : Les neus del Kilimanjaro de Robert Guédiguian

### Director de fotografia
- 1977 : A. Constant de Christine Laurent
- 1978 : La Voix de son maître de Nicolas Philibert

### Altres funcions
- Director de la UFR Arts, Filosofia, Estètica de la Universitat de París 8 de 1989 a 1993
- President d'ACID de 1995 a 1997 (agència de cinema independent de distribució)
- President de la SRF de 1998 a 2000 (societat de directors de cinema)
- Copresident del BLOC del 2000 al 2002 (oficina d'enllaç d'organitzacions cinematogràfiques)
- President de FERA del 2001 al 2003 (Federació Europea de Directors)

## Publicacions
- Dubroux, Danièle; Roger, Jean-Henri; Le Péron, Serge «Entretien avec Renato Berta, directeur de la photographie». Cahiers du cinéma.
- Groupe Dziga Vertov «Pravda». Cahiers du cinéma, juillet-août 1972.

## Distinccions
- 1981 : Premi de Cinema Jove al Festival de Canes per Neige[17]
- 1982 : Nominació al César a la millor primera pel·lícula per Neige